# جين فالون
جين فالون (بالإنجليزية: Jane Fallon)‏ (9 ديسمبر 1960 في المملكة المتحدة)؛ منتجة تلفزيونية وروائية بريطانية. درست في كلية لندن الجامعية.

## روابط خارجية
- جين فالون على موقع IMDb (الإنجليزية)
- جين فالون على موقع قاعدة بيانات الفيلم (الإنجليزية)